# セナ・ガリカの海戦 (551年)
セナ・ガッリカの海戦 (英語: Battle of Sena Gallica)とは、ゴート戦争中の551年秋、イタリアのアドリア海沿岸でビザンツ帝国の艦隊と東ゴート王国の艦隊が戦った海戦である。この海戦での東ゴート王国の敗戦により、ビザンツ帝国によるアドリア海の制海権奪還を食い止めるという東ゴート王国の試みは打ち砕かれ、ビザンツ帝国の戦勝は将軍ナルセスの主導のもとで再びゴート戦争におけるビザンツ帝国の優位性を取り戻すきっかけとなった。またセナ・ガリカの海戦ののち約100年に渡り、アドリア海では大規模な海戦が勃発しなかった。

## 背景
550年、ゴート戦争の開戦から15年が経過していた。戦争の初期頃は将軍ベリサリウス率いる比較的小規模なビザンツ帝国のイタリア遠征軍の勝利が続き、ビザンツ帝国はその勢いでラベンナを奪還。帝国はイタリア半島を再び版図に収め、540年頃まで半島の多くの地域を統治した。その後すぐ、ビザンツ帝国皇帝ユスティニアヌス大帝はベリサリウスを本国に召喚した。東ゴート軍が反攻のため軍勢を集結させているのに対して、イタリアに残されたビザンツ帝国軍司令官たちは将軍不在の中で仲違いをし始めた。当時の東ゴート王トーティラは非常にカリスマ性に長けており、内部分裂しているビザンツ帝国軍を押しやることに成功した。その後ベリサリウス将軍がイタリアに帰陣するも東ゴート側に有利な戦況を覆すことはできず、550年までにはビザンツ帝国はイタリア半島アドリア海沿岸部のいくつかの砦を辛うじて有する程度にまで押し返されてしまった。東ゴート王トーティラはその年の春、ビザンツ帝国の遠征拠点となっていたシチリア島さえも征服した。トーティラ王は、ビザンツ帝国軍が容易にイタリア半島に遠征軍を派遣しづらくするために、400隻の軍船を建造しアドリア海を自身の勢力下に置こうと試みた。同じ年、ビザンツ皇帝ユスティニアヌス大帝は最後の大規模なイタリア遠征を執り行う計画を立て、将軍ナルセスをして遠征準備を行わせた。
トーティラ王は迫り来るビザンツ帝国の脅威を察知し、ビザンツのイタリア半島最後の拠点、特にクロトン・アンコーナから帝国の駐屯部隊を排除することに決意した。戦利品を携えてシチリア島から撤退したのち 、トーティラは東ゴート軍部隊をアンコーナに向かわせ包囲させた。47隻のゴート艦隊がアンコーナを海上から包囲し、残りの約300隻はエピルスやイオニア諸島沖でビザンツ帝国沿岸部を襲撃してまわった 。アンコーナは陥落寸前まで攻め立てられ、ラヴェンナに駐屯するビザンツ軍指揮官ヴァレリアンは、当時ダルマチア地方サロナに駐屯していた歴戦のビザンツ将軍ヨハネスに対してアンコーナへの援軍派遣を要請した。ヨハネスは38隻の帝国艦隊を歴戦の指揮官と共に派遣し、ラヴェンナの指揮官ヴァレリアンも12隻の艦隊を率いて直々にアンコーナへ援軍に向かった。ヨハネス将軍とヴァレリアン将軍の連合艦隊は、アンコーナから17km北方の町セナ・ガッリカに向けて進軍した。

## 戦闘とその後の経過
ビザンツ艦隊と東ゴート艦隊の規模はほぼ同程度であった。東ゴート艦隊の指揮官であるインダルフとギバル(ベリサリウスの元家臣)は、ビザンツ艦隊との決戦を決意し、早急にアドリア海沖に出撃、ビザンツ艦隊の捜索を行った。
古典時代における軍船と異なり、6世紀頃の軍船は衝角を有しておらず戦法の主流は体当たり攻撃ではなく、飛び道具での攻撃や移乗攻撃であった。このような戦術は経験がものを言う戦法であったため、海戦に長けるビザンツ艦隊は経験不足な東ゴート艦隊に比べ大いに有利であった。戦闘中盤、戦列から脱落する東ゴート軍の軍船が相次ぎ、それらは容易に撃破されていった。それと同時に、戦列に残るゴート艦船もあまりに密集して布陣していたがために、適切に移動・戦闘を敢行することができなかった。戦闘終盤、疲弊し切った東ゴート艦隊は崩壊し、それぞれの軍船が各々退却した。東ゴート軍は36隻の軍船を喪失し、ギバルはビザンツ艦隊に捕縛された。インダルフは残ったゴート艦隊と共にアンコーナへ退却した。アンコーナ周辺の東ゴート軍の野営地付近にたどり着くと、その付近の浜辺に軍船を乗り上げさせ、全て焼き払った。
この大敗により東ゴート軍は意気消沈し、アンコーナに対する包囲戦を取りやめ撤退した。その後、ビザンツ軍は次々と勝利を収め、セナ・ガッリカの戦いはゴート戦争の流れをビザンツ帝国に有利にするきっかけとなった。